# Trichterorgan

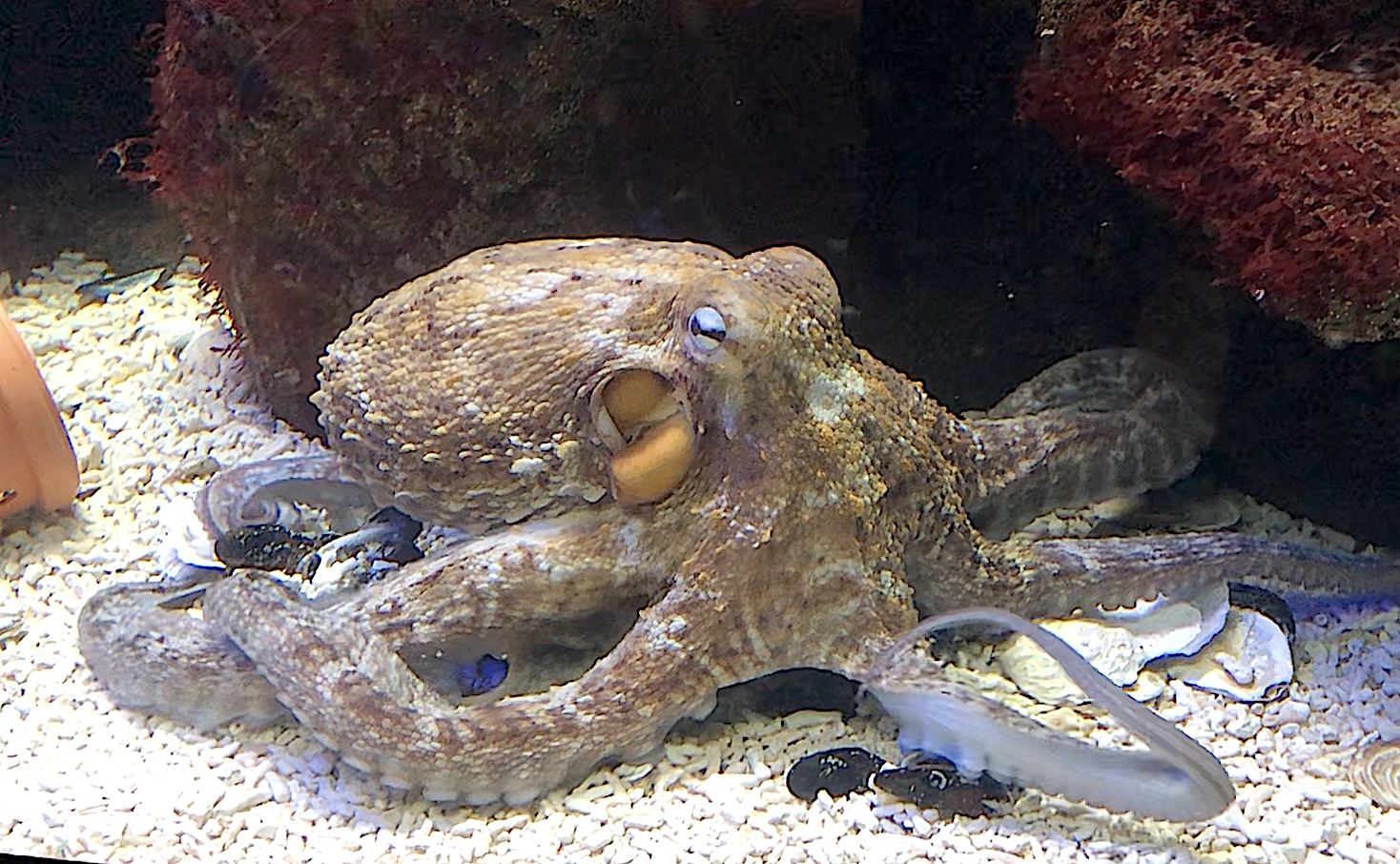
Deutlich zu sehen die Mantelhöhle mit Trichterorgan (Siphon)

Das Trichterorgan oder Chonium ist ein Organ der Kopffüßer, durch das zur Fortbewegung Wasser ausgestoßen werden kann. Ein veralteter Name für das Organ ist siphon.

## Merkmale
Bei Perlbooten und anderen basalen Kopffüßern besteht das Trichterorgan aus zwei aneinandergelegten Gewebelappen, die bei den Tintenfischen röhrenförmig verwachsen sind. Das Trichterorgan dient zur Atmung und zur Fortbewegung. Dazu wird während der Fortbewegung Wasser aus der Mantelhöhle ausgestoßen. Einige Arten verfügen über gekrümmte Trichterorgane, die die Manövrierfähigkeit erhöhen. Durch das Trichterorgan werden außerdem Tinte und auch Abfallprodukte ausgestoßen. Unterstützende Muskeln befinden sich auf dem Kopf seitlich des Trichters. Auf der Innenseite des Organs befinden sich Drüsenkissen, das sogenannte Müllersche Organ. Bei der Überordnung der achtarmigen Tintenfische ist die Form artspezifisch und variiert zwischen W-Formen, einzelnen oder doppelten V-Formen oder sie besteht aus mehreren getrennten Komponenten.

## Forschung
In gefrorenem, fossilem oder schlecht erhaltenem Material ist die Struktur des Trichterorgans schwer erkennbar. Der Farbstoff Methylenblau kann helfen, den Umriss der Struktur deutlicher zu machen.